# Thần kinh sống cổ VII
Thần kinh sống cổ VII (C7) là dây thần kinh sống thuộc đoạn cổ của tủy sống.
Thần kinh rời khỏi ống sống, thoát ra từ bờ trên đốt sống cổ VII (C7) hay bờ dưới đốt sống cổ VI (C6).

## Ảnh trên thi thể

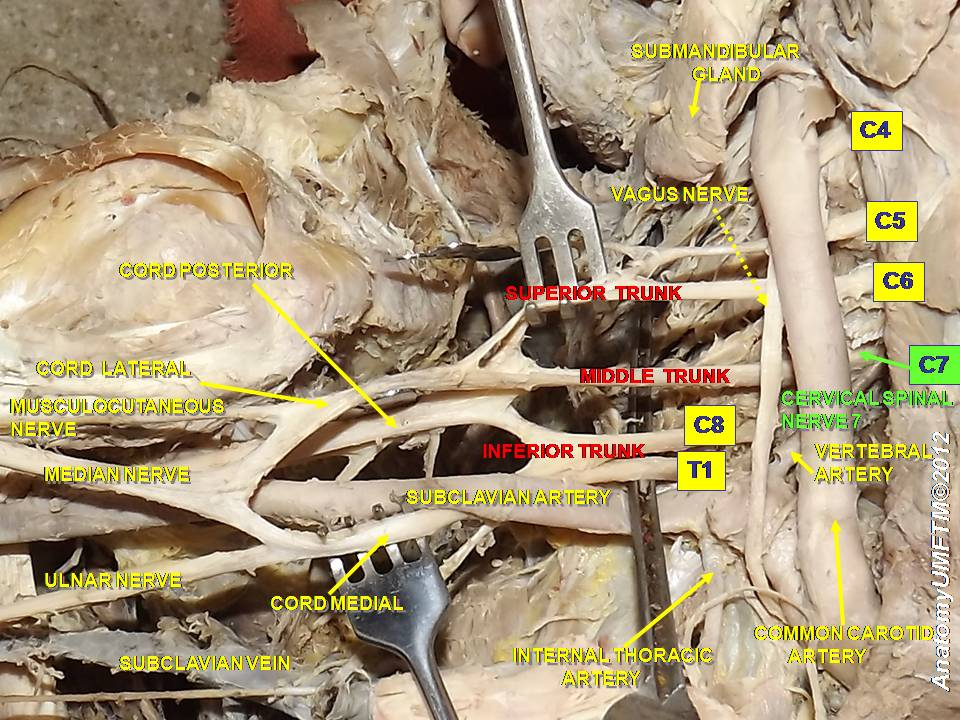
Thần kinh sống cổ VII